# جابان إكسبو
جابان إكسبو أو معرض اليابان (بالإنجليزية: Japan Expo)‏ هو معرض للثقافة الشعبية اليابانية وهو الأكبر من نوعه في العالم خارج اليابان ويقام في باريس في فرنسا. يقام سنويا في بداية شهر يوليو لمدة أربعة أيام (عادة من الخميس إلى الأحد)، زاد الحضور بشكل مطرد على مدى سنوات، من 3200 زائر في النسخة الأولى في سنة 1999 إلى حوالي 240000 في نسخة 2014. في عام 2005، تم إلغاء هذا الحدث بسبب المخاوف الامنية نظرا للعدد الكبير من الزوار.

## وصلات خارجية
- جابان إكسبو على موقع ميوزك برينز (الإنجليزية)

- الموقع الإلكتروني